# 烏克蘭總統駐克里米亞自治共和國代表
烏克蘭總統駐克里米亞自治共和國代表（烏克蘭語：Представництво Президента України в Автономній Республіці Крим）代表烏克蘭總統處理關於克里米亚自治共和国大多事宜。
该職位最初于1992年设立，但直到1994年3月才任命第一任代表。第一位代表是瓦列里·霍爾巴托夫 ，曾為克里米亚州下戈爾斯基區克鲁普斯卡婭集体农场的负责人。

## 代表
- 1994年—1996年：瓦列里·霍巴托夫
- 1996年—1997年：德米特罗·斯捷潘纽克
- 1997年—1999年：瓦西里·基谢廖夫
- 1999年—2002年：阿纳托利·科尔尼丘克
- 2002年—2004年：亚历山大·迪登科
- 2005年—2006年：弗拉基米尔·库利什
- 2006年—2007年：亨纳迪·莫斯卡尔
- 2007年—2007年：维克托·舍姆丘克
- 2007年—2007年：弗拉基米尔·霍缅科
- 2008年—2010年：列昂尼德·朱科
- 2010年—2010年：谢尔盖·库尼岑
- 2010年—2011年：维克托·普拉基达（代理）
- 2011年—2011年：弗拉基米尔·八叶
- 2012年—2014年：维克托·普拉基达(2011–12年代理)
- 2014年—2014年：谢尔盖·库尼岑（代理）
- 2014年—2017年：娜塔莉亚·波波维奇[2][3]
- 2017年—2018年：鲍里斯·巴宾[4][5]
- 2018年—2019年：伊泽特·哈丹诺夫（代理，第一副代表）
- 2019年—2022年：安东·科里涅维奇[6]
- 2022年至今：塔米拉·塔舍娃[7]